# Frederick Merriman
Frederick Harris Merriman (* 18. Mai 1873 in Chipping Campden; † 27. Juni 1940 in Gloucester) war ein britischer Tauzieher.

## Erfolge
Frederick Merriman war Polizist bei der City of London Police und nahm an den Olympischen Spielen 1908 in London teil. Bei diesen trat er gemeinsam mit Edward Barrett, Frederick Goodfellow, William Hirons, Frederick Humphreys, Albert Ireton, Edwin Mills und James Shepherd an. Die Mannschaft erreichte dank eines Freiloses das Halbfinale, in dem sie der Metropolitan Police mit 2:0 besiegten. Im Finale gewannen sie anschließend auch gegen die Liverpool Police mit 2:0, womit Merriman und seine Mitstreiter als Olympiasieger die Goldmedaille erhielten. In den 1920er-Jahren beendete er seine Polizeikarriere und kehrte in seine Geburtsstadt Chipping Campden zurück. Er hatte sechs Geschwister.